# Расстрелянное возрождение
«Расстре́лянное возрожде́ние» (укр. Розстріляне відродження) — историографический термин, в узком смысле характеризующий репрессии в отношении украиноязычной интеллектуальной элиты 1920-х — 1930-х годов в Украинской ССР; также обозначает поколение деятелей культуры и искусства Советской Украины межвоенного периода, по отношению к нему же также используется термин «красный ренессанс» (укр. червоний ренесанс). Термин «Расстрелянное возрождение» был сконструирован в среде украинской эмиграции после Второй мировой войны; рядом современных исследователей этот термин и связанная с ним историографическая парадигма рассмотрения культуры межвоенной УССР подвергаются критике.

## Масштабы репрессий
Начало периода «Расстрелянного возрождения» совпадает с концом политики украинизации УССР, когда в 1933—1936 годах по обвинению в «буржуазном национализме» и якобы участию в  антисоветской подпольной организации «Всеукраинский центральный блок» были арестованы: Михаил Яловой, Григорий Косынка, Валерьян Пидмогильный, Николай Кулиш, Евгений Плужник, Валериан Полищук, Павел Филипович, Николай Зеров, Михаил Драй-Хмара, Дмитрий Фальковский, Олесь Досвитный, Олекса Влызько, Гео Шкурупий, Михаил Бойчук и другие. В 1937—1938 годах, в рамках Большого террора, репрессии достигли наивысшего предела.
Знаковым явлением периода «Расстрелянного возрождения» является Семья Крушельницких: Антон Крушельницкий, его дочь Владимира и четверо сыновей: Иван, Богдан, Тарас и Остап.
Кульминацией репрессий «Расстрелянного возрождения» стало 3 ноября 1937 года, когда решением особой тройки НКВД по Ленинградской области в Сандармохе в числе прочих 1116 человек, с формулировкой «Осужденные за к.-р. националистическую, шпионскую и террористическую деятельность на Украине, оставшиеся на прежних позициях, продолжающие к.-р. шпионскую террористическую деятельность, создавшие к.-р. организацию „Всеукраинский центральный блок“», были расстреляны к тому времени уже отбывающие срок в «СЛОНе»: Антон, Богдан и Остап Крушельницкие, Лесь Курбас, Николай Кулиш, Матвей Яворский, Владимир Чеховский, Валерьян Подмогильный, Павел Филипович, Валериан Полищук, Клим Полищук, Григорий Эпик, Мирослав Ирчан, Марк Вороной, Михаил Козорис, Олекса Слисаренко, Михаил Яловой и другие — всего свыше ста представителей украинской интеллигенции (см. полный список ).
Общее количество представителей «Расстрелянного возрождения» неизвестно, оно может достигать тысяч человек, не считая родственников.

## Литературные объединения
Главными литературными объединениями были «Ланка» (позднее «МАРС»), «Плуг», «Неоклассики», «Молодняк», «Союз писателей западной Украины», ЛОКАФ (объединение армии и флота). Самым влиятельным был «Гарт», на основе которого позже была создана ВАПЛИТЕ («Вільна Академія Пролетарської Літератури»).
Именно ВАПЛИТЕ в лице Мыколы Хвылевого начало знаменитую литературную дискуссию 1925-1928 гг. и победила в ней, доказав наличие и необходимость национальной, специфической украинской литературы, ориентированной на Европу, а не на Россию.

## Художественная литература
Главными опорами новой элиты были бунт, независимость мышления и искренняя вера в собственные идеалы. В большинстве своём это были интеллектуалы, имеющий свой особый подход, делающий ставку на личность, а не на массу. За своей «советскостью» они прятали поиски и вопросы.
Прозу этих писателей можно поделить на две части: сюжетная и бессюжетная. В бессюжетных главным было не фраза или слово, а подтекст, «запах слова», по выражению Хвылевого. Стиль сильных чувств и проникновение в суть явлений называется неоромантизмом или экспрессионизмом. В этом направлении работали Хвылевой, Юрий Яновский, Андрей Головко, Юлиан Шпол, Олекса Влызько, Лесь Курбас, Николай Кулиш и многие другие.
Главная идея новеллы «Я (Романтика)» Хвилевого — разочарование в революции, кричащие противоречия и раздвоение человека того времени. Главный персонаж — человек без имени, а значит, без индивидуальности и души. Ради идеи революции он убивает свою мать и терзается мыслью: стоила ли революция такой жертвы.
В романе Валерьяна Пидмогильного «Город» («Місто») впервые в украинской литературе проявились элементы философии экзистенциализма. Главный герой в желании наслаждения идет от удовлетворения физического до наивысших религиозных потребностей. Однако даже в такой сложной тематике писатель не превращает роман в простое изложение «общечеловеческой» философии, а творчески осмысляет её в отношении к украинскому национальному мироощущению.
В поэзии самыми интересными являются поиски символистов Александра Олеся и Павла Тычины. В своём сборнике «Солнечные кларнеты» Тычина отразил всю широту любви к украинской природе, духу независимости. Конфликт с советской идеологией поставил перед поэтами выбор: самоубийство (М. Хвылевой), репрессии и лагеря (Б. Антоненко-Давидович, Остап Вишня), замалчивание (И. Багряный, В. Домонтович), эмиграция (В. Винниченко, Евгений Маланюк) или написание программных произведений для прославления партии (Павло Тычина, Микола Бажан). Большинство деятелей искусства были репрессированы и расстреляны.
Когда в 1947 году Иван Багряный издал за рубежом поэтический сборник «Золотой бумеранг», его вторым названием было «Остатки потерянного, репрессированного и уничтоженного». Произведения сдавались в спецхраны, запрещались, как противоречащие идее социализма. Хотя некоторые функционировали в самиздате (Иван Багряный), рукописных копиях, выходили за рубежом.

## Репрессированные
Вот список некоторых представителей Розстріляного відродження — украинского культурного и интеллектуального движения 1920-1930-х годов, репрессированных советской властью. Эти деятели принадлежали к различным областям искусства, литературы и науки:
1.	Микола Хвильовий (Николай Хвылевой) – писатель, публицист и политический деятель.
2.	Лесь Курбас – театральный режиссёр, актёр, основатель театра «Березіль».
3.	Микола Куліш (Николай Кулиш) – драматург, автор пьес о социальной и политической жизни Украины.
4.	Валер’ян Підмогильний (Валериан Подмогильный) – прозаик, автор романов и повестей.
5.	Григорій Косинка (Григорий Косынка) – писатель и публицист.
6.	Михайло Семенко – поэт, основоположник украинского футуризма.
7.	Майк Йогансен (Майк Иогансен) – поэт, писатель, драматург.
8.	Олесь Досвітній (Олесь Досвитний) – прозаик, публицист.
9.	Євген Плужник (Евгений Плужник) – поэт и драматург.
10.	Антін Крушельницький (Антон Крушельницкий) – писатель, публицист, государственный и культурный деятель.
11.	Іван Багряний (Иван Багряный) – писатель, поэт, политический деятель (репрессирован, но позже бежал и эмигрировал).
12.	Володимир Свідзінський (Владимир Свидзинский) – поэт, переводчик.
13.	Михайло Бойчук – художник, лидер школы “бойчукизма”, один из основоположников монументального искусства в Украине.
14.	Іван Дніпровський (Иван Днепровский) – писатель и драматург.
15.	Гнат Михайличенко – писатель и общественный деятель.
16.	Олекса Влизько (Алексей Влизько) – поэт, представитель украинского авангарда.
17.	Микола Зеров (Николай Зеров) – поэт, переводчик, литературовед, ведущий представитель неоклассицизма.
18.	Василь Еллан-Блакитний (Василий Еллан-Блакитный) – поэт, прозаик, общественный и политический деятель.
19.	Дмитро Фальківський (Дмитрий Фальковский) – поэт, публицист.

И это далеко не весь список украинской интеллектуальной элиты, которую уничтожил советский режим

## История и критика термина
Термин «расстрелянное Возрождение» впервые предложил литературовед Юрий Лавриненко, употребив его как название лучших текстов украинской поэзии и прозы 1920—1930-х годов. Под этим названием в 1959 году в Париже под редакцией Лавриненко (с участием Юрия Шевелёва-Шереха и других) вышла антология украинской поэзии и прозы 1917—1933 годов. В неё вошли произведения не только расстрелянных в буквальном смысле слова, но и перешедших к официозной литературе и воспеванию политики СССР (Павло Тычина, Микола Бажан), бывших в заключении (Борис Антоненко-Давидович, Остап Вишня, Максим Рыльский); многие из них были живы во время составления антологии.
Юрием Лавриненко термин стал применяться с 1944—1945-х годов, но в постоянном обращении начало использоваться после издания в 1959 году одноимённой антологии.
Ряд современных исследователей подверг термин, ставший парадигмой историографии, сомнению и критике: под сомнение были поставлены как применимость слова «расстрелянное», так и характер периода как «возрождения».
В плане рассмотрения идеологической составляющей термина и парадигмы говорилось об её акценте на виктимности, о несбалансированности канона «расстрелянного возрождения», в котором, например, нет ни одной женщины, об утверждении в ней проблематичной дихотомии между «украинским» и «советским». Галина Гринь видит в концепции «скрытую мартирологическую составляющую, идею, что национальные и моральные критерии могут использоваться при оценке авторов и их произведений» и указывает на «более широкий вопрос о соучастии интеллектуалов в создании системы, которая в конце концов их уничтожила»; Павел Крупа считает, что «фигура "расстрелянное" и риторика мученичества чрезвычайно упрощают сложную систему, повлёкшую за собой литературную жизнь 20-х годов». Елена Палько пишет, что парадигма «расстрелянного возрождения» была сконструирована в среде украинской эмиграции под влиянием  идеологического «поворота направо» после Второй мировой войны с консолидацией идеи национальной борьбы за независимое и единое государство; эта парадигма, по мнению Палько, оценивает авторов межвоенного периода по их «приверженности делу национализма»: «те, кто предпочёл рассматривать всё межвоенное поколение украинских художников и деятелей культуры как мучеников советского режима, восхваляли интеллектуалов не по заслугам, а по году их смерти», в то время как значение коммунистов и деятелей истории культуры, работавших на систему, ниспровергалось; на протяжении нескольких десятилетий в эмиграции оспаривалось моральное право таких писателей, как Павел Тычина и Максим Рыльский продолжать свою деятельность, так как, пережив террор, они в итоге пользовались привилегированным положением в официальной культуре. С созданием независимого украинского государства, по мнению Палько, эта парадигма была привнесена на родину и способствовала тенденции, описанной Марком фон Хагеном: в историческом нарративе догматический метод марксизма-ленинизма был заменён на национальную телеологию, рассматривавшую историю Украины борьбой за единое национальное государство.
В плане применимости термина «возрождения» были различные оценки. Ирена Макарик считает период украинского модернизма «новым ренессансом со всеми обычно приписываемыми этому слову значениями, включая идею нового творения, синтезирующего зачастую противоположные и даже противоречивые традиции»; в этом смысле Богдан Токарский считает важной опору культуры межвоенной УССР на традиции барокко. С другой стороны, Крупа считает, что различные «ренессансы» («возрождения») были лишь частью дискурса той эпохи, включая «пролетарский ренессанс», «красный ренессанс» (укр. червоний ренесанс), «азиатский ренессанс» — концепция Хвылевого. Соломия Павлычко считает, что термин переоценивает внешние факторы и преуменьшает внутреннее развитие литературы: «Существует подход, при котором украинская литература воспринимается как постоянное возрождение. Концептуально это означает, что постоянное возрождение было ответом этой литературы на неблагоприятные внешние условия давления и разрушения. Идея о волнах Возрождения игнорирует вопросы внутреннего диалога и конфликта, полифонии самой литературы, множественности её традиций и рассматривает её как единый поток, противостоящий враждебной внешней силе». Майхилл Фоулер выступает против термина, так как «не предполагает украинскую культуру как объективную категорию, а, скорее, прослеживает конструирование "советской украинской" культуры как результат борьбы между конкурирующими группами в Советской Украине и между Советской Украиной и Москвой»; Палько также считает, что культура УССР основывалась на создании новой идентичности, одновременно украинской и советской.